# Жойнвили
Жойнвили е град в щата Санта Катарина, Югоизточна Бразилия. Населението му е 515 250 жители (2010 г.) много от които са от немски произход. Основан е на 9 март 1851 г. Между 1850 и 1888 година пристигат 17 000 немски имигранта в града. Пощенският му код е 89200-000, а телефонния +55 47. Разположен е на 4 м н.в. Градът разполага с ботаническа и зоологически градини и музей посветен на велосипедите.